# Santa Croce di Magliano
Santa Croce di Magliano is een gemeente in de Italiaanse provincie Campobasso (regio Molise) en telt 4863 inwoners (31-12-2004). De oppervlakte bedraagt 52,6 km², de bevolkingsdichtheid is 92 inwoners per km².

## Demografie
Santa Croce di Magliano telt ongeveer 1891 huishoudens. Het aantal inwoners daalde in de periode 1991-2001 met 3,7% volgens cijfers uit de tienjaarlijkse volkstellingen van ISTAT.
| Jaar | Inwoneraantal |
| ---- | ------------- |
| 1991 | 5122          |
| 2001 | 4935          |

## Geografie
De gemeente ligt op ongeveer 608 m boven zeeniveau.
Santa Croce di Magliano grenst aan de volgende gemeenten: Bonefro, Castelnuovo della Daunia (FG), Montelongo, Rotello, San Giuliano di Puglia, Torremaggiore (FG).